# Französische Scrabblemeisterschaften
Die  Französische Scrabble-Weltmeisterschaft (französisch: Championnats du monde de Scrabble francophone) ist ein jährliches Scrabble-Turnier, das jedes Jahr in einem anderen französischsprachigen Land stattfindet.
Es wurde 1972 von dem belgischen Anwalt Hippolyte Wouters ins Leben gerufen und war das erste der heutigen drei World Scrabble Championships, wobei die englische Version 1991 und die spanische Version 1997 gegründet wurden.

## Organisation und Ablauf
Die Meisterschaften werden unter der Leitung der Fédération internationale de Scrabble francophone (FISF) von einem Organisationskomitee aus dem Verband des ausrichtenden Landes organisiert. 
Es gibt vier Wettkämpfe, in denen Weltmeistertitel vergeben werden:
- Elite (Einzel): Die Disziplin des duplicate individuel wird seit 1996 in 7 Runden à 2 Minuten pro Zug ausgetragen und verleiht den Titel Weltmeister im Scrabble Duplicate. Es gibt größere Länderkontingente für Frankreich, Belgien, Quebec, Senegal und die Schweiz, aber auch für alle anderen Mitgliedsföderationen des FISF Verband. Zwei Plätze sind für Staatsangehörige von Nicht-Mitgliedsländern reserviert. Weltmeister wird derjenige, der in den sieben Runden die meisten Punkte erzielt. Dabei gilt das Prinzip des Duplikat-Scrabble, bei dem die Spieler keine Matches gegeneinander spielen, sondern jeden Zug mit denselben Buchstaben und derselben Brettkonfiguration wie jeder andere Spieler spielen und versuchen, die maximale Punktzahl pro Zug zu erreichen.

- Paarduplikate: Die Disziplin duplicate en paires ist für Zweierteams offen und besteht aus 4 Runden mit zwei Minuten pro Zug. Die 20 Duos, die dabei am besten platziert sind, treten anschließend mit nur noch einer Minute pro Zug an. Die Spieler können dabei gemischte Paare bilden, d. h. sie müssen nicht beide aus demselben Land stammen.

- Blitz: Das Turnier duplicate en blitz wird seit 2001 mit demselben Spielprinzip wie die Einzelduplikate, allerdings in 4 Runden mit nur einer Minute pro Zug ausgetragen.

- Klassisch (Matchplay): Beim Scrabble classique spielen die Spieler jeweils 17 Partien gegen einen Gegenspieler am selben Brett. Hierbei wird die Endwertung anhand der gewonnenen Partien und der Gesamtpunktzahl abzüglich der Gesamtpunktzahl des Gegners ermittelt. Die Erstplatzierten spielen im Anschluss ein Best-of-Three-Finale, um den Weltmeister zu ermitteln. Das klassische Turnier ist besonders bei arabischen Spielern sehr beliebt, da Duplicate Scrabble dort weniger populär ist als in Europa.[3]

### Sonderturniere
Zusätzlich zu den 4 Turnieren um den Weltmeistertitel gibt es das Open Duplicate für Spieler, die sich nicht für das Einzelturnier qualifiziert haben und das in der Regel die höchsten Teilnehmerzahlen (Rekord von 771 Spielern im Jahr 2010 in Montpellier) aufweist. Der Gewinner dieses Turniers qualifiziert sich für die Elite.
Seit 2008 finden ebenfalls das Défi mondial statt - ein Duplikatspiel, das qualifizierten Spielern vorbehalten ist und bei dem jeder Spieler, der die höchstmögliche Punktzahl eines Zugs verfehlt, ausscheidet. Dieser Prozess wird so lange fortgesetzt, bis nur noch ein Spieler übrig ist. Um die Sache zu erschweren, beginnt das Spiel mit 80 Sekunden pro Zug und geht dann auf 60 und 40 Sekunden pro Zug zurück. 
In diesem Bereich gibt es zusätzlich die Unterkategorie Défi des jeunes für Spieler unter 18 Jahren, bei dem jeder der qualifizierten Spieler zusätzlich einen Joker hat.

## Weltmeisterschaft im Einzel-Duplicate (Elite)

### Die Anfänge

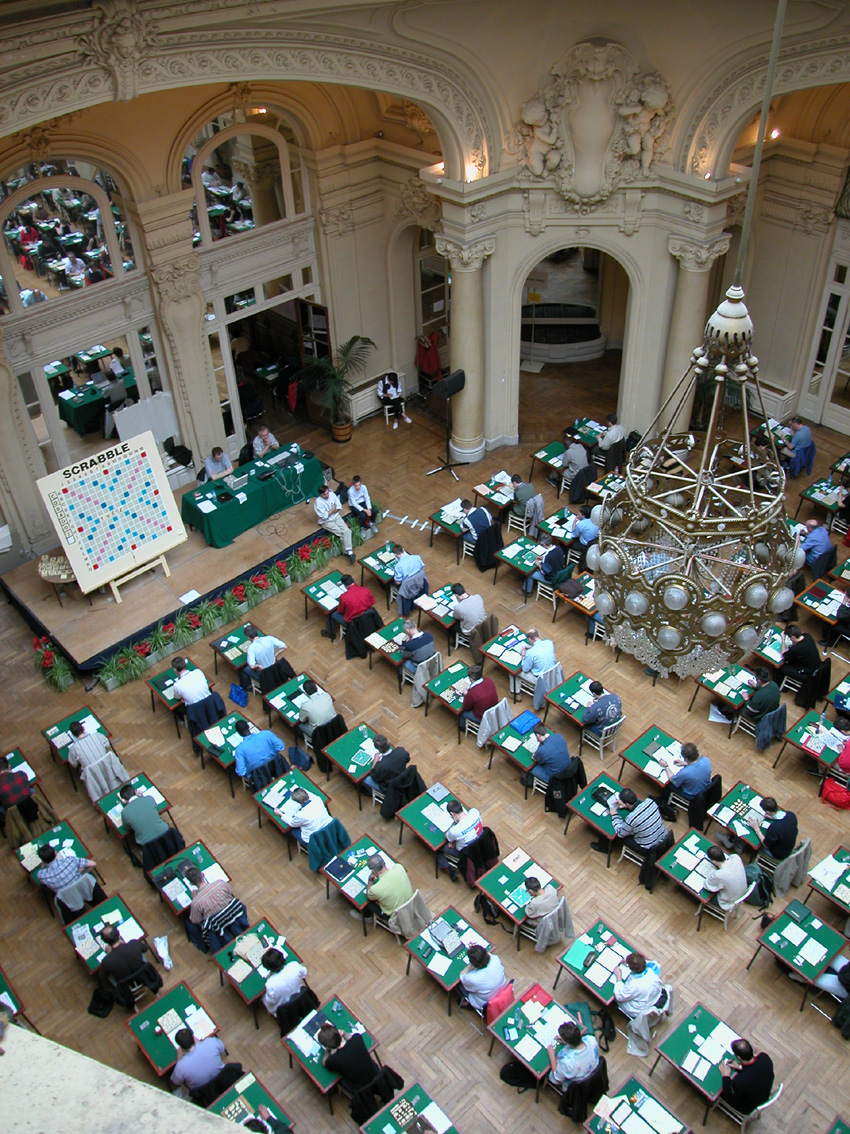
Beispiel eines Turniers der Art Scrabble duplicate

Der erste internationale Wettkampf im Duplicate Scrabble fand am 28. Dezember 1972 auf Initiative von Hippolyte Wouters und Commandant Maupin in den Räumlichkeiten des Hotels Miramar in Cannes am Rande eines größeren Turniers im klassischen Scrabble statt. Die Veranstaltung bestand lediglich aus einem Zehn-Züge-Spiel, an dem nur sieben Spieler teilnahmen. Dennoch wurde diese Demonstration später als Weltmeisterschaft im Duplicate Scrabble bezeichnet. Das erste richtige Turnier fand im folgenden Jahr in Lüttich statt. Die ersten Ausgaben wurden stets von Belgiern gewonnen, die viermal Weltmeister wurden und 14 der 24 Podiumsplätze belegten. Die restlichen 10 Plätze gingen an Franzosen.
Auch in den 1980er Jahren setzte sich die Dominanz von Belgien und Frankreich fort. Michel Duguet gewann innerhalb von acht Jahren fünfmal die Weltmeisterschaft im Einzel und ebenfalls fünfmal die Paarmeisterschaft, weshalb ihm der Spitzname "Der Außerirdische" zuteilwurde. Im Jahr 1988 reihte er 86 perfekte Lösungen (sogenannte"Tops") in Folge aneinander.

### 1990 – 2019
So wie Duguet die 1980er Jahre beherrschte, so war es Christian Pierre, der die 1990er Jahre dominierte. Zwischen 1990 und 1999 wurde er fünfmal Weltmeister, einmal Weltmeister im Paarturnier und sechsmal belgischer Meister. Zudem stellte er den Rekord für die höchste Punktzahl auf und verlor im Jahr 1992 nur sechs Punkte, was einer Trefferquote von 99,87 % entspricht. 
1996 wurde die Meisterschaft erstmals über sieben Runden ausgetragen, was fortan zum Standard wurde.
Bei der Meisterschaft im Jahr 2000 erhielt Michel Duguet die Auszeichnung "Spieler des Jahrhunderts".

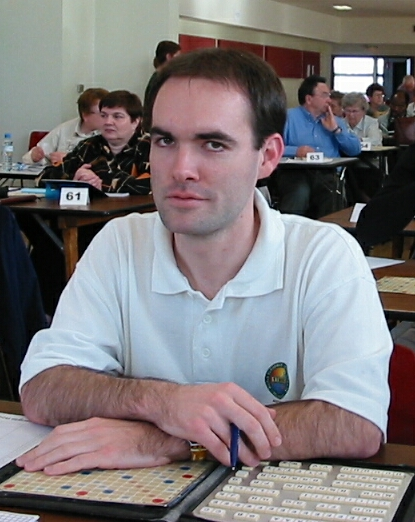
Antonin Michel, Gewinner von 2005, 2007, 2010 und 2013.

Im Jahr 2002, wurde mit Jean-Pierre Hellebaut zum ersten Mal ein Schweizer Staatsbürger Weltmeister, der seinen Titel auch im darauffolgenden Jahr verteidigte. 2004 wurde Germain Boulianne aus Québec der erste Weltmeistertitelträger außerhalb von Europa. Ein Jahr später ging der Titel an Antonin Michel, der schon vorher sechsmaliger Weltmeister in den Jugendturnieren wurde und der im gesamten Turnier nur 4 Punkt verlor. Er spielte 140 Tops in Folge.
In Montpellier im Jahr 2010 wurde mit 27 vertretenen Ländern ein neuer Rekord an teilnehmenden Ländern erreicht.
Das Turnier 2012, das in Hammamet, Tunesien stattfinden sollte, wurde aufgrund der politischen Ereignisse dort kurzfristig in der französischen Stadt Montauban  ausgetragen. 2013 gewann Antonin Michel die Duplikatweltmeisterschaft, indem er in allen sieben Runden die perfekte Punktzahl erzielte und Christian Coustillas wurde als erster Spieler zum zweiten Mal Weltmeister im klassischen Spiel. 
2015 wurde Nigel Richards, der bereits dreifacher englischsprachiger Weltmeister war, in das französischsprachige Scrabble aufgenommen. Sein Sieg in der klassischen Disziplin, obwohl er kein Französisch spricht erreichte große Aufmerksamkeit. Nachdem er schließlich auch 2017 und 2018 alle drei Titel im Scrabble Duplicate (Einzel, Blitz und Paare - zusammen mit Hervé Bohbot) holte, ließ er die französischsprachigen Spieler an Spitze zwischen Bewunderung und Verärgerung zurück.

### 2020 bis heute
Obwohl der Beginn des Jahrzehnts durch die Covid-19-Pandemie erschwert wurde, wurden die Weltmeisterschaften ab dem Festival d'Aix-les-Bains de Scrabble 2021 wieder aufgenommen. 
Übersicht
| Jahr | Gastgeberstadt   | Sieger                   | Nationalität |
| ---- | ---------------- | ------------------------ | ------------ |
| 1972 | Cannes           | Hippolyte Wouters        | Belgien      |
| 1973 | Liège            | Agnès Lempereur          | Belgien      |
| 1974 | Monaco           | Marc Selis               | Belgien      |
| 1975 | Estepona         | Michel Charlemagne       | Frankreich   |
| 1976 | Djerba           | Marc Selis               | Belgien      |
| 1977 | Aix-les-Bains    | Jean-Marc Bellot         | Frankreich   |
| 1978 | Brussels         | Yvon Duval               | Belgien      |
| 1979 | Vichy            | Benjamin Hannuna         | Frankreich   |
| 1980 | Liège            | Vincent Labbé            | Frankreich   |
| 1981 | Montreux         | Jacques-Henri Muracciole | Frankreich   |
| 1982 | Hammamet         | Michel Duguet            | Frankreich   |
| 1983 | Grenoble         | Michel Duguet            | Frankreich   |
| 1984 | Montreal         | Benjamin Hannuna         | Frankreich   |
| 1985 | Brussels         | Michel Duguet            | Frankreich   |
| 1986 | Lausanne         | Philippe Bellosta        | Frankreich   |
| 1987 | Metz             | Michel Duguet            | Frankreich   |
| 1988 | Quebec           | Michel Duguet            | Frankreich   |
| 1989 | Namur            | Paul Levart              | Frankreich   |
| 1990 | Dakar            | Marc Treiber             | Frankreich   |
| 1991 | Fleurier         | Christian Pierre         | Belgien      |
| 1992 | Hull             | Christian Pierre         | Belgien      |
| 1993 | Saint-Malo       | Emmanuel Rivalan         | Frankreich   |
| 1994 | Libramont        | Christian Pierre         | Belgien      |
| 1995 | Ovronnaz         | Jean-François Lachaud    | Frankreich   |
| 1996 | Aix-les-Bains    | Christian Pierre         | Belgien      |
| 1997 | Saint-Hyacinthe  | Aurélien Kermarrec       | Frankreich   |
| 1998 | Brussels         | Christian Pierre         | Belgien      |
| 1999 | Bulle            | Emmanuel Rivalan         | Frankreich   |
| 2000 | Paris            | Florian Lévy             | Frankreich   |
| 2001 | La Rochelle      | Franck Maniquant         | Frankreich   |
| 2002 | Montreal         | Jean Pierre Hellebaut    | Schweiz      |
| 2003 | Liège            | Jean Pierre Hellebaut    | Schweiz      |
| 2004 | Marrakech        | Germain Boulianne        | Kanada       |
| 2005 | Neuchâtel        | Antonin Michel           | Frankreich   |
| 2006 | Tours            | Pascal Fritsch           | Frankreich   |
| 2007 | Quebec           | Antonin Michel           | Frankreich   |
| 2008 | Dakar            | Éric Vennin              | Belgien      |
| 2009 | Mons             | Hugo Delafontaine        | Schweiz      |
| 2010 | Montpellier      | Antonin Michel           | Frankreich   |
| 2011 | Montreux         | Francis Desjardins       | Kanada       |
| 2012 | Montauban        | David Bovet              | Schweiz      |
| 2013 | Rimouski         | Antonin Michel           | Frankreich   |
| 2014 | Aix-les-Bains    | Hugo Delafontaine        | Schweiz      |
| 2015 | Louvain-la-Neuve | David Bovet              | Schweiz      |
| 2016 | Agadir           | Hugo Delafontaine        | Schweiz      |
| 2017 | Martigny         | Nigel Richards           | Neuseeland   |
| 2018 | Mont-Tremblant   | Nigel Richards           | Neuseeland   |
| 2019 | La Rochelle      | Nigel Richards           | Neuseeland   |

### Altersklassen
Bei der Elite-Meisterschaft wurden im Laufe der Jahre mehrere Titel nach Altersklassen vergeben. Darunter zählen die Kategorien Cadet (eingeführt 1981, umfasst alle Spieler unter 15 Jahren), Junior (seit 1977 für 16-18jährige), Espoir (ab 2006 für Spieler zwischen 19 und 25 Jahren) und Diamant (eingeführt 2003 für Spieler ab 72 Jahren).
Antonin Michel hält mit 8 erreichten Titel (6 in Cadet und 2 in Junior) den aktuellen Rekord und liegt damit liegt vor Hugo Delafontaine mit 6 Titeln (3 in Cadet und 3 in Junior).
Im Jahr 2011 wurde Francis Desjardins und im Jahr 2012 David Bovet Elite-Weltmeister, obwohl sie noch in der Kategorie "Espoir" (Nachwuchs) spielten.

## Paarweltmeisterschaften
Die Paarweltmeisterschaft wurde 1975 eingeführt und wurde in den ersten fünf Jahren viermal von einem belgischen Paar gewonnen. Zwischen 1980 und 1990 wurde die Meisterschaft 10 Mal von einem französischen Paar gewonnen, und einmal von einem gemischten Paar aus Belgien und Frankreich. Der Elitemeister Michel Duguet gewann den Titel zwischen 1982 und 1988 fünfmal.
Im Jahr 2000 gewannen Arona Gaye und N'Dongo Samba Sylla den ersten Weltmeistertitel für Afrika, ein zweiter folgte im Jahr 2007.

## Weltmeisterschaft in der DisziplinBlitz
Die Weltmeisterschaft im Blitzscrabble wurde 2001 eingeführt. Den ersten Titel gewann Antonin Michel (der die Veranstaltung auch in den Jahren 2004, 2005, 2006, 2008, 2011 und 2021 gewinnen sollte). 2002 war es die erste Einzelveranstaltung, die von einem afrikanischen Spieler gewonnen wurde. 2003 gewann Florian Lévy den Titel und wurde der erste Spieler, der alle drei Titel (Einzel-, Paar- und Blitzweltmeister) gewann. 2005 erreichte auch Antonin Michel und 2009 Franck Maniquant diese Leistung.

## Klassische Scrabble-Weltmeisterschaft

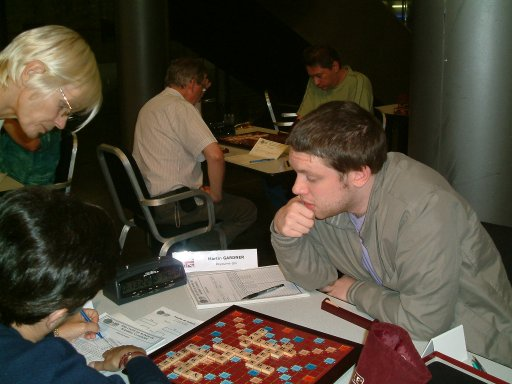
Eine der ersten Partien bei der Weltmeisterschaft im klassischen Scrabble

Die Weltmeisterschaft im klassischen Scrabble wird seit 2006 in Tours ausgetragen. Es handelt sich um eine Qualifikationsveranstaltung, die nach von den verschiedenen Verbänden festgelegten Quoten ausgetragen wird.
Die erste Ausgabe wurde von Parfait Mouanda aus der Republik Kongo gewonnen, der sich gegen 53 andere Teilnehmer durchsetzte.
Auch sonst dominierten Afrikaner die Rangliste mit vier Vertretern unter den ersten fünf.
Bei der zweiten Auflage im Jahr 2007 nahmen nur 36 Spieler teil, da die Teilnahme afrikanischer Spieler aufgrund von Problemen bei der Visaerteilung sehr gering war. Der Wettbewerb wurde in 14 Spielen ausgetragen, gefolgt von einem Finale, in dem Amar Diokh aus Senegal Édouard Lebeau aus Frankreich mit zwei zu null Sätzen besiegte.
2008 folgte ein weiterer afrikanischer Erfolg mit dem Finalsieg von Élisée Poka (Elfenbeinküste), der im Finale Pascal Astresses besiegte. und der Belegung von 7 Plätzen durch afrikanische Spieler unter den Top 10.
Von 2009 bis 2013 wurden alle fünf Ausgaben von französischen Spielern gewonnen, zweimal davon von Christian Coustillas (2010, 2013). Der Beninese Julien Affaton wurde 2010 Vierter und 2011, 2012 und 2013 Finalist, bevor er 2014 den Titel gewann.

### Übersicht
| Jahr | Gastgeberstadt   | Sieger                 | Nationalität   |
| ---- | ---------------- | ---------------------- | -------------- |
| 2006 | Tours            | Parfait Mouanda        | Republik Kongo |
| 2007 | Quebec           | Amar Diokh             | Senegal        |
| 2008 | Dakar            | Élisée Poka            | Elfenbeinküste |
| 2009 | Mons             | Benjamin Valour        | Frankreich     |
| 2010 | Montpellier      | Christian Coustillas   | Frankreich     |
| 2011 | Montreux         | Jean-François Ramel    | Frankreich     |
| 2012 | Montauban        | Pierre-Olivier Georget | Frankreich     |
| 2013 | Rimouski         | Christian Coustillas   | Frankreich     |
| 2014 | Aix-les-Bains    | Julien Affaton         | Benin          |
| 2015 | Louvain-la-Neuve | Nigel Richards         | Neuseeland     |
| 2016 | Agadir           | Abib Alabi             | Elfenbeinküste |
| 2017 | Martigny         | Benjamin Valour        | Frankreich     |
| 2018 | Mont-Tremblant   | Nigel Richards         | Neuseeland     |
| 2019 | La Rochelle      | Francis Desjardins     | Kanada         |
| 2021 | Aix-les-Bains    | Éric Salvador Tchouyo  | Kamerun        |
| 2022 | Louvain-la-Neuve | Mamadou Sanoko         | Elfenbeinküste |
| 2023 | Bulle            | François Xavier Adjovi | Benin          |
| 2024 | Montauban        | Fabian Doute           | Frankreich     |